# José Jiménez Aranda
José Jiménez Aranda (Sevilha, 7 de fevereiro de 1837 - Sevilha, 6 de maio de 1903) foi um pintor espanhol e irmão dos pintores Luis Jiménez Aranda e Manuel Jiménez Aranda. 

## Biografia e obras

### Origens e influências iniciais
Iniciou seus primeiros passos para se tornar um pintor por Manuel Cabral e Eduardo Cano de la Peña. 
Em 1851 ingressou na Real Academia de Belas Artes de Santa Isabel de Hungría (Academia Real de Belas Artes de Santa Isabel da Hungria) em Sevilha. Em 1868, ele estudou as coleções no Museu do Prado, em Madri, especialmente as de Goya e Velázquez, mesmo ano em que se casou. Em 1867 ele viajou para Jerez de la Frontera para trabalhar como restaurador e designer de vitrais. Em 1871, mudou-se para Roma, onde permaneceu por quatro anos, conhecendo Mariano Fortuny, que influenciou bastante suas pinturas. 

### Viagens
Em 1881, mudou-se para Paris, onde estudou por nove anos, pintando obras do século XVIII no estilo de Fortuny, com notável sucesso. Em 1890, mudou-se para Madri, pintando cenas da vida cotidiana em um estilo mais costumbrista. 

### Retorno à cidade natal
A morte de sua esposa e filha em 1892 resultou em seu retorno à cidade de nascimento pelo resto da vida. Em Sevilha, ele foi nomeado membro da Academia de Belas Artes, onde se tornou professor, cargo que ocupou até sua morte em 1903. Daniel Vázquez Díaz, Eugenio Hermoso, Ricardo López Cabrera, Manuel González Santos e Sanz Arizmendi foram seus alunos durante este período em Sevilha. 
Na última década do século XIX, ele frequentou o círculo de pintores paisagísticos de Alcala de Guadaíra, deixando neste gênero alguns exemplos de obras de "grão-mestre" (segundo Sorolla).
Entre seus trabalhos mais conhecidos estão: Um passe na praça de touros (1880), Una desgracia (Um desastre - 1890) e Escrava à venda (c.1897). 
Ele também foi um notável cartunista e ilustrador, produzindo 689 desenhos destacados para a edição do centenário de Don Quixote (publicado em 1905). 

## Galeria

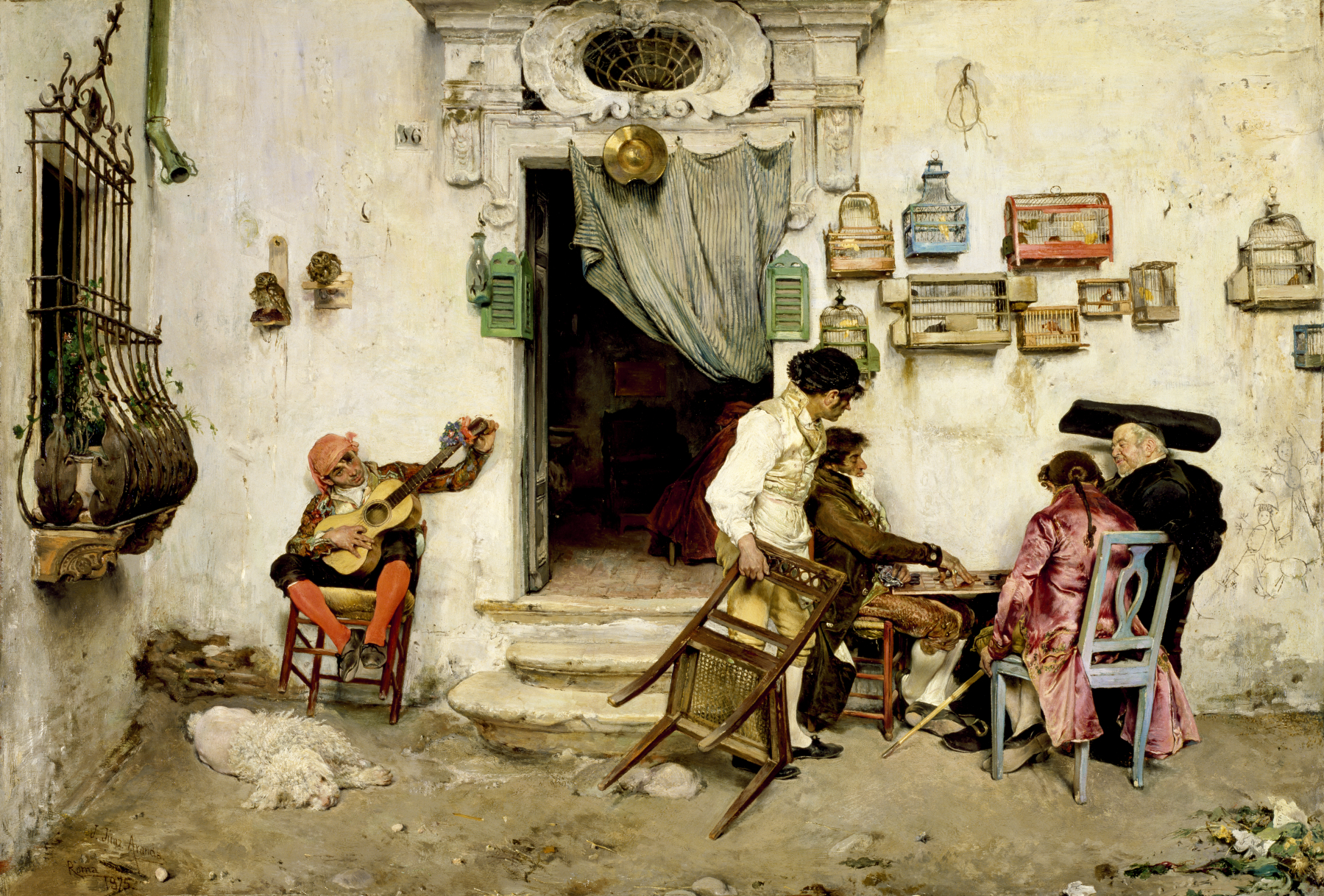
Figaro's Shop, Museu de Arte Walters de 1875
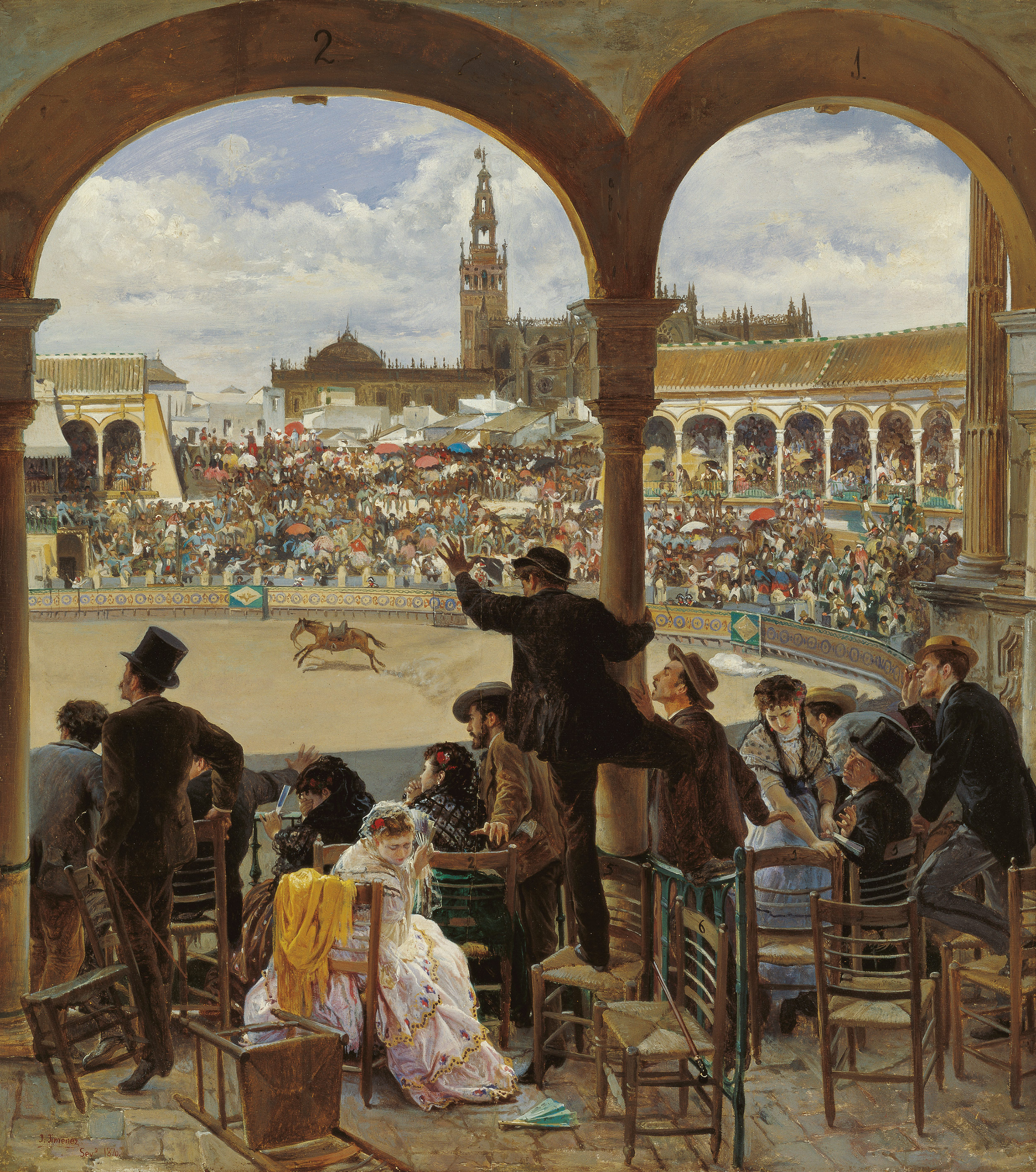
Um passe na Praça de Touros, 1870 Museu Carmen Thyssen
O café de José Jiménez Aranda
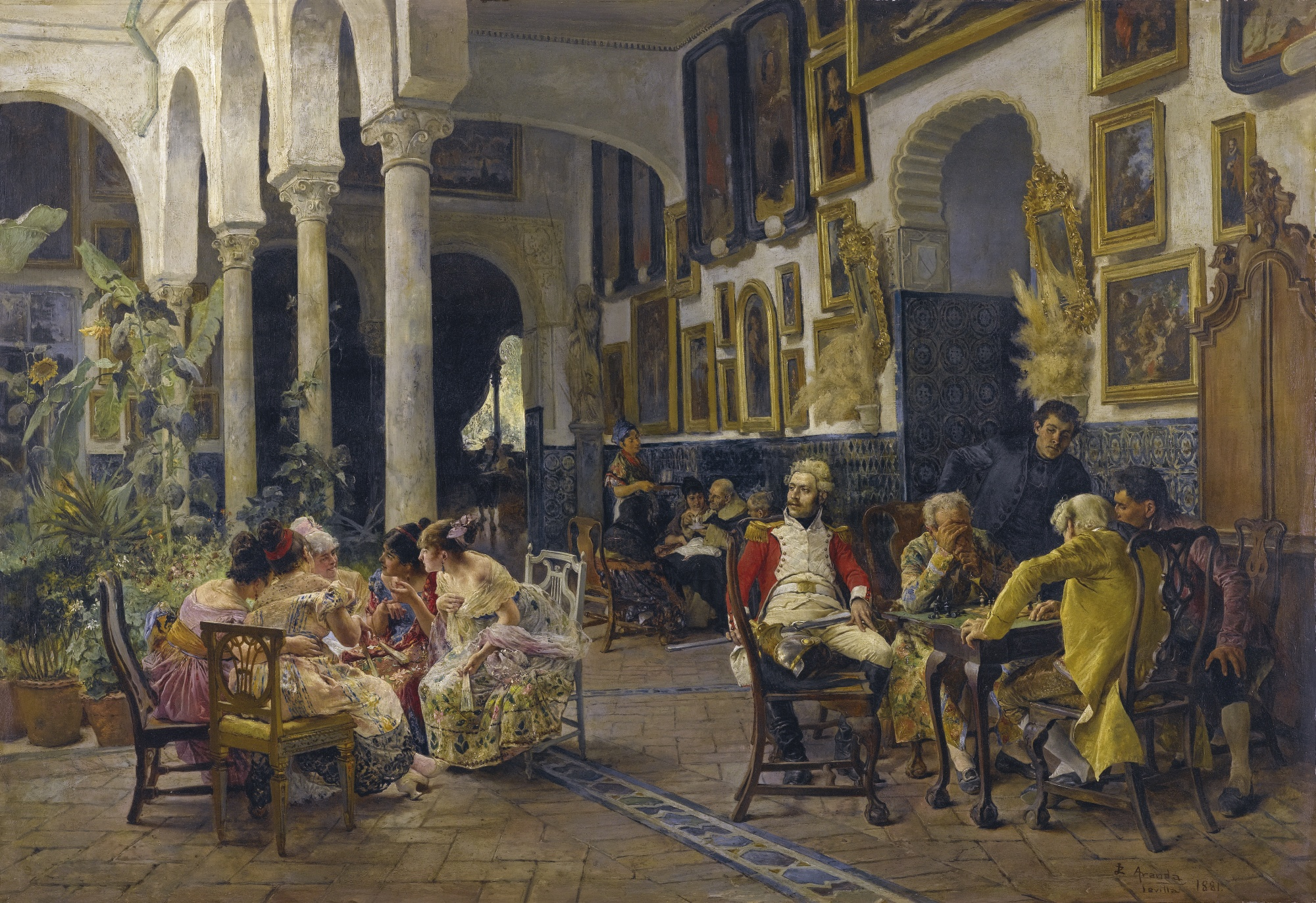
Conversa em um pátio sevilhano
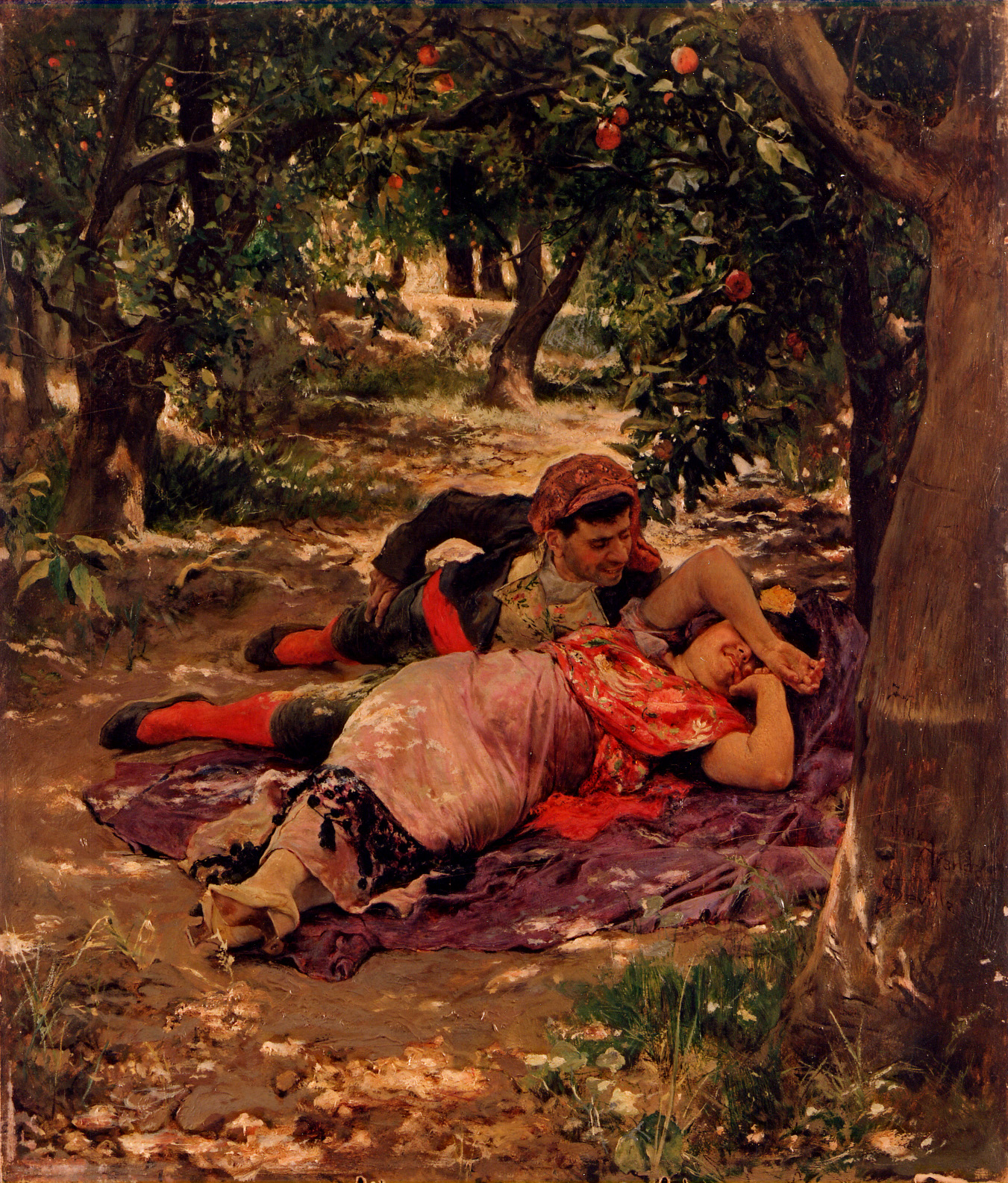
Sob as laranjas 1900
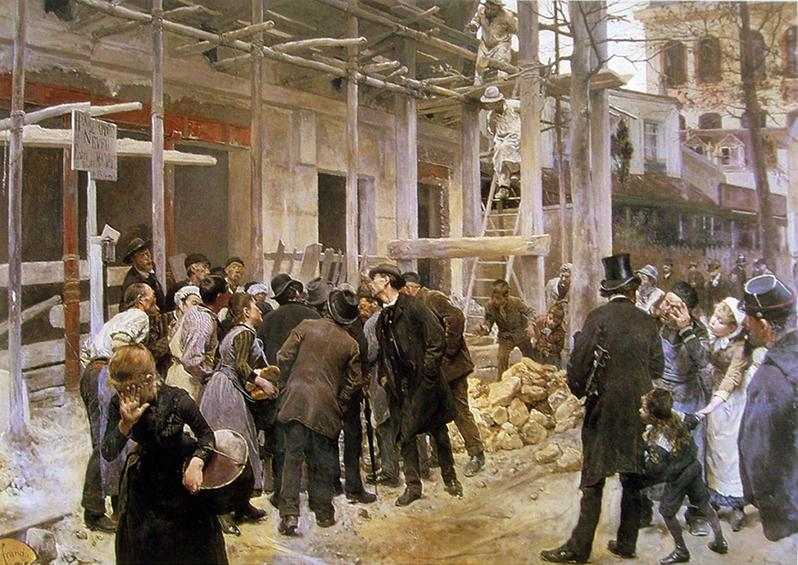
Una desgracia ( Um desastre ), 1890 Museu de Belas Artes de Sevilha
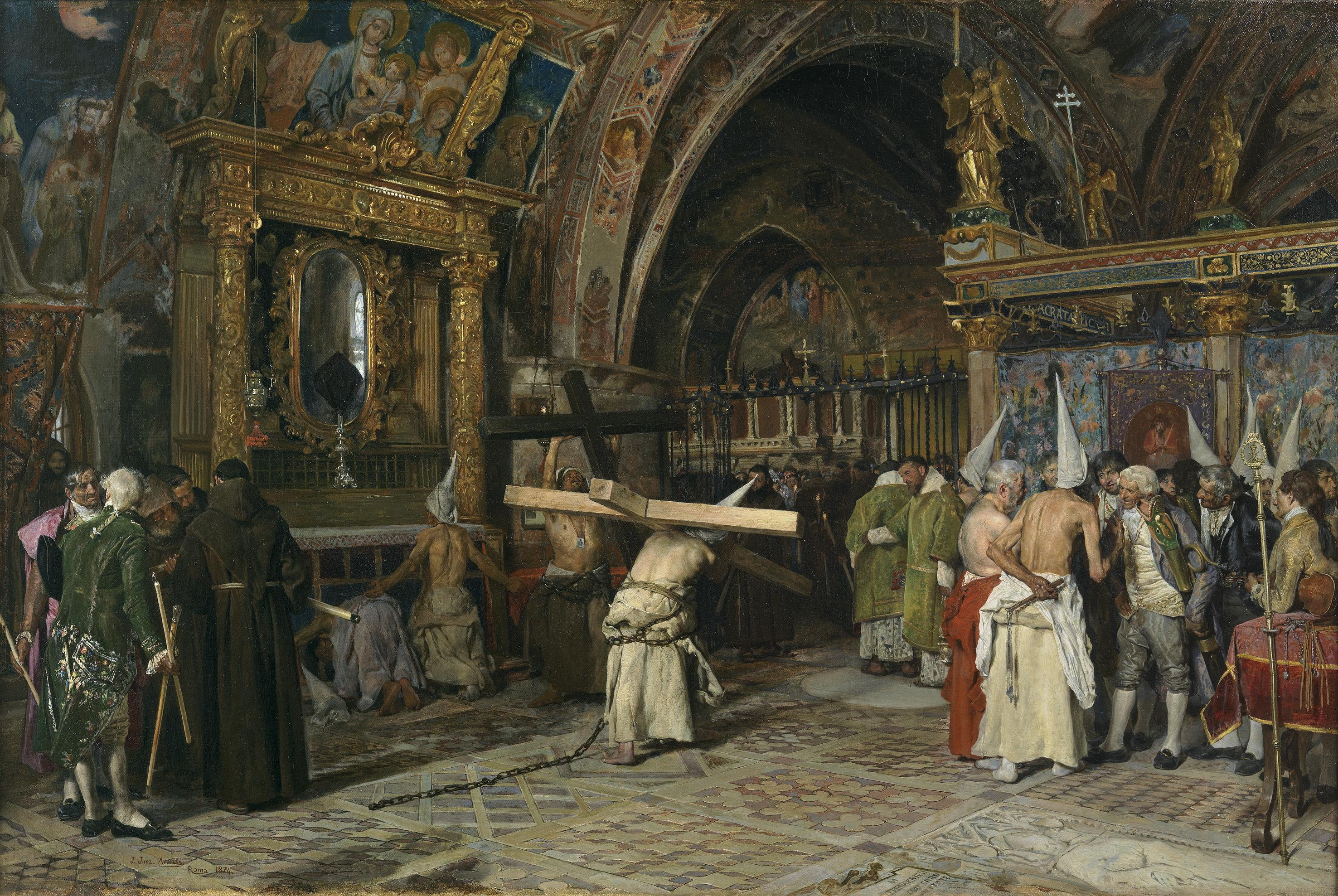
Penitentes na Basílica de São Francisco de Assis, 1874 Museo del Prado
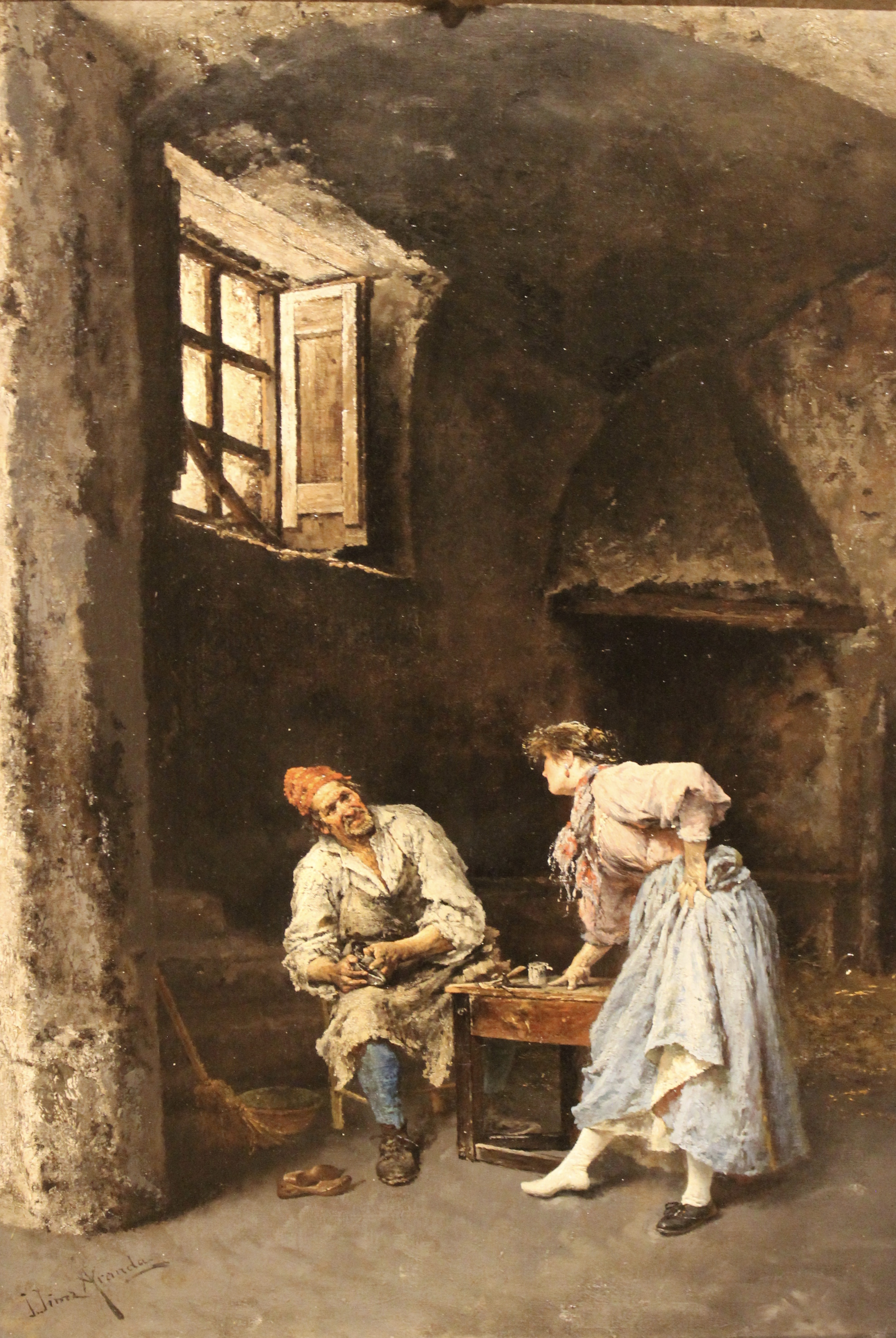
Nos Sapateiros, coleção Alfred O. Deshong do Museu de Arte da Universidade Widener
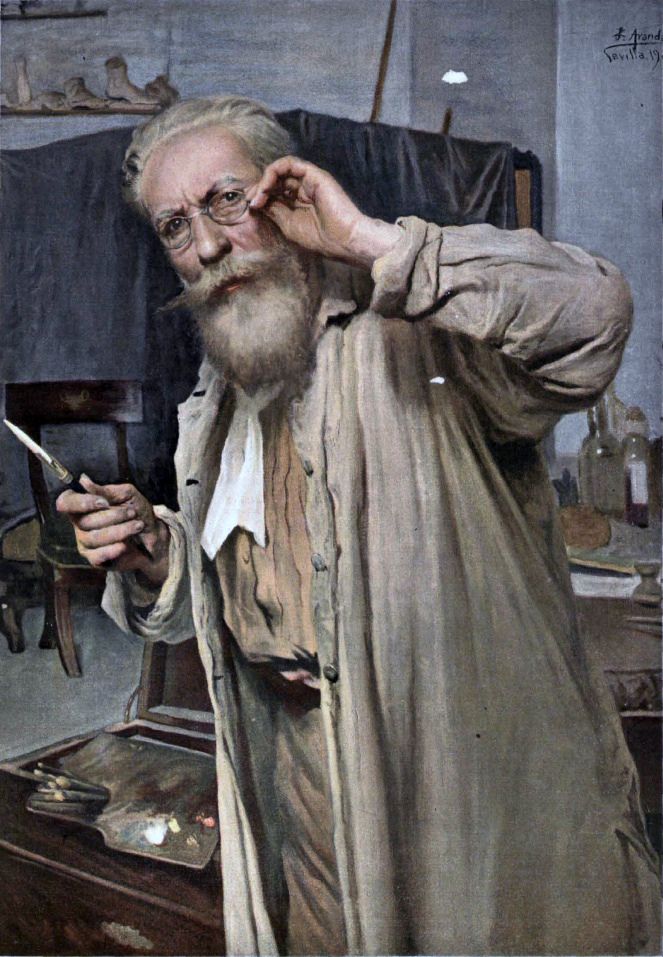
Auto-retrato